# Kraft durch Freude

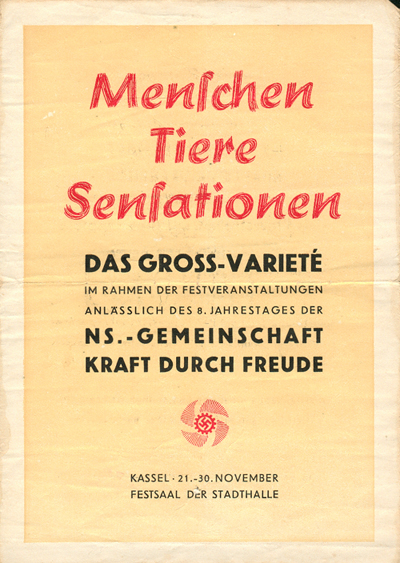
Een KdF-folder

Kraft durch Freude (Nederlands: Kracht door Vreugde), afgekort KdF, was een door de overheid beheerde organisatie in nazi-Duitsland die goede arbeidsprestaties beloonde met uitstapjes en vakanties. KdF was een onderdeel van het Deutsche Arbeitsfront (DAF), de nationale Duitse arbeidsorganisatie.
Vanaf 1933 verzorgde KdF voor arbeiders betaalbare vrijetijdsbestedingen, zoals concerten, dagtochtjes en vakanties, bijvoorbeeld in Prora op Rügen. Speciaal voor KdF-cruises werden grote schepen gebouwd, zoals de Wilhelm Gustloff.
KdF begon daarnaast met de productie van een betaalbare auto, de KdF-Wagen, later bekend als Volkswagen Kever. Voor de productie van de auto's en de huisvesting van de hierbij betrokken arbeiders, werd bij Fallersleben een nieuwe stad gebouwd, die KdF-Stadt werd genoemd (het huidige Wolfsburg). KdF organiseerde een speciaal spaarsysteem zodat gewone arbeiders zich de luxe van een auto zouden kunnen veroorloven. Door het uitbreken van de Tweede Wereldoorlog kwam hiervan weinig terecht.
Gedurende de oorlog werd KdF ingeschakeld voor de Duitse oorlogsinspanning. In de autofabriek werden onder andere de Kübelwagen en de Schwimmwagen gebouwd; de Wilhelm Gustloff werd ingezet als hospitaalschip en als onderkomen voor U-boot-bemanningen; en het reusachtige badhotel op Rügen werd gebruikt als noodhospitaal en voor de tijdelijke huisvesting van burgers die de bombardementen op Hamburg waren ontvlucht.
Tussen 1936 en 1939 werd de KdF-organisatie ook gebruikt om Duitse vrijwilligers voor het Legioen Condor vermomd als arbeiders naar Spanje te verschepen.